# Mischek Tower
 (septembre 2018).
Si vous disposez d'ouvrages ou d'articles de référence ou si vous connaissez des sites web de qualité traitant du thème abordé ici, merci de compléter l'article en donnant les références utiles à sa vérifiabilité et en les liant à la section « Notes et références ».

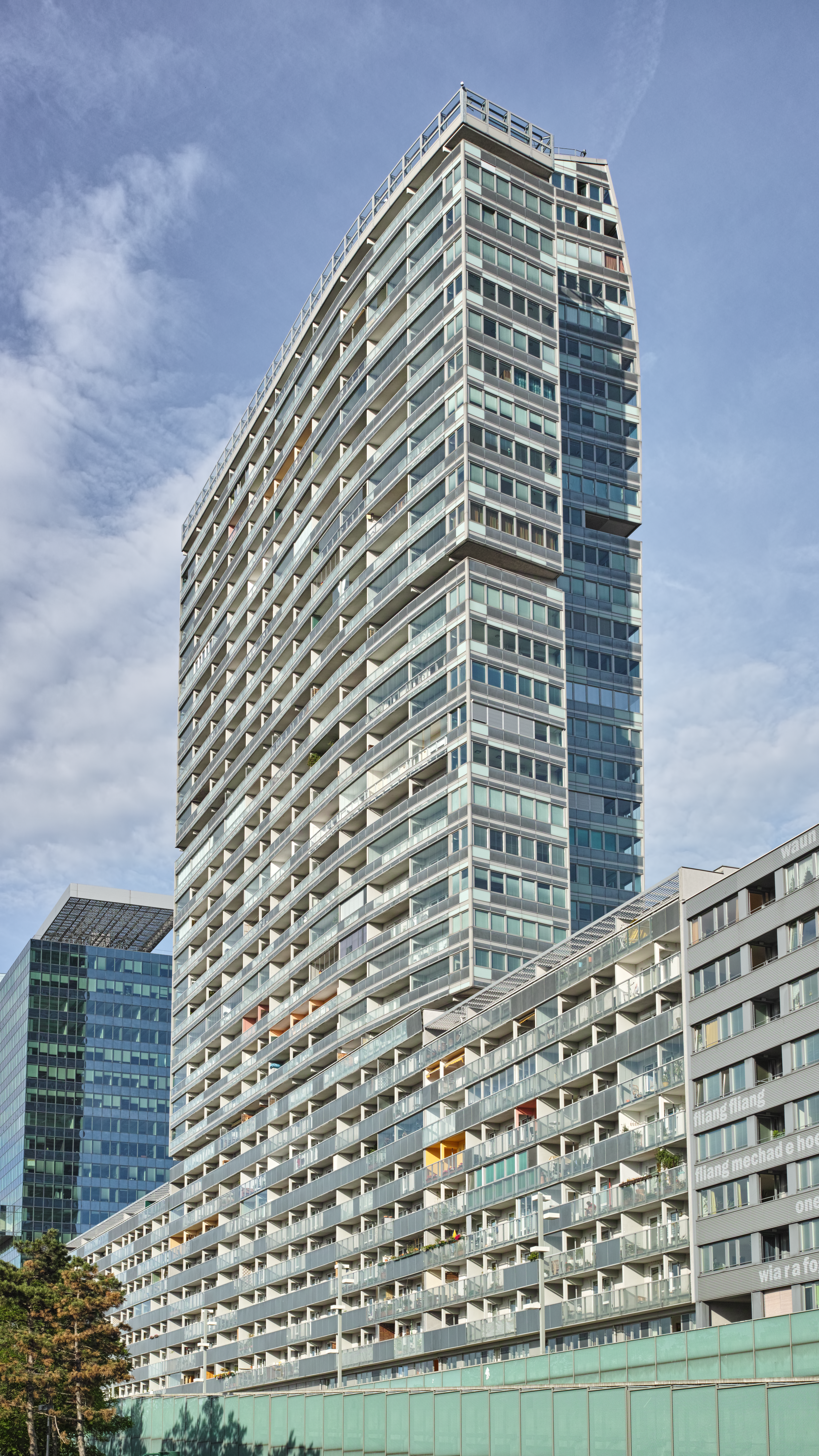
La Mischek Tower vue de la Donaupark

La Mischek Tower est un bâtiment de la ville de Vienne, situé dans l'arrondissement de Donaustadt. Le bâtiment contient des logements. Il a été construit entre 1998 et 2000. Haut de 110 m, la Mischek Tower était la plus haute tour d'habitation d'Autriche jusqu'à la construction du Hochhaus Neue Donau en 2002.
La tour est construite sur une construction en béton, la Donauplatte, et comporte 35 étages au-dessus de ce sol, trois de plus au niveau de la rue qui la longe, située en dessous du niveau de la Donauplatte. 
La tour se trouve entre le Donaupark et le Austria Center Vienna.